# Tenda
Tenda, cunoscută și sub numele oficial de Shenzhen Jixiang Tenda Technology Co., Ltd. (深圳市吉祥腾达科技有限公司), este o companie de renume mondial înființată în 1999. Aceasta este specializată în producerea de dispozitive și echipamente de rețea și de securitate. Compania, cu sediul în regiunea Shenzhen din Republica Populară Chineză, este recunoscută pe plan mondial pentru calitatea și inovația produselor sale. Tenda este nu doar numele companiei, dar și marca sub care sunt comercializate produsele sale.
Articol principal: Shenzhen Jixiang Tenda Technology Co., Ltd.

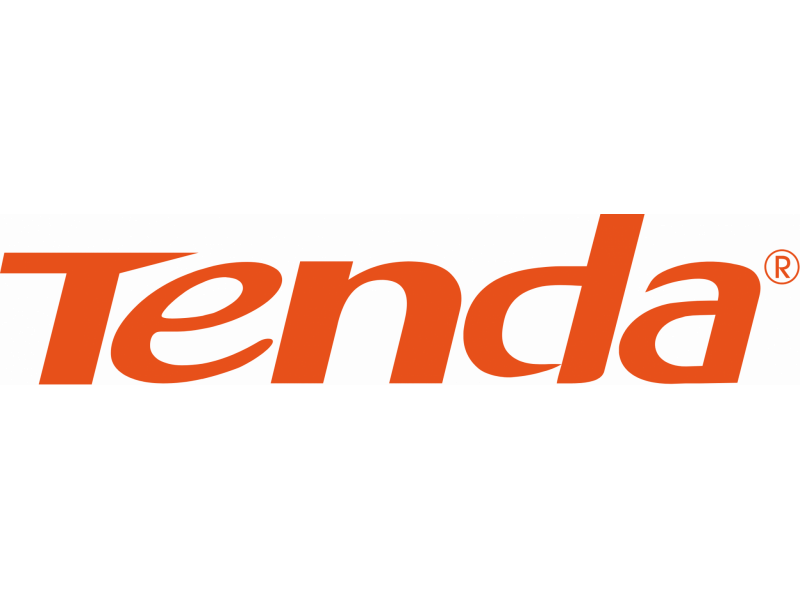
Sigla Tenda